# 门克哈根
门克哈根是德国石勒苏益格－荷尔斯泰因州的一个市镇。总面积7.31平方公里，总人口624人，其中男性302人，女性322人（2011年12月31日），人口密度85人/平方公里。